# الرياضات التقليدية المغربية
تعتبر الرياضات التقليدية المغربية من أهم عناصر التراث الشعبي المغربي وذلك لأنها ترتبط بتاريخ المغرب العريق، وتنوع بيئاته الطبيعية والجغرافية، وتعدد أعراق ساكنته، بل وحتى بتعدد زواياه وأوليائه الصالحين. والرياضات التقليدية المغربية تتجاوز كونها ألعابا رياضية وجدت للترفيه والتسلية وقضاء الوقت، بل هي تراث وطني يبرز أصالة الهوية المغربية ويكشف عن ملامح الشخصية الوطنية، حيث نجد أن كل رياضة شعبية من هذه الرياضات ترتبط بشبكة من الطقوس والأعراف والعادات والتقاليد والمعتقدات الشعبية، كما أنها جزء لا يتجزأ من التراث الثقافي غير المادي للإنسانية خاصة وأن الكثير منها هو مشترك مع دول أخرى.

## أنواع الرياضات التقليدية المغربية

### التبوريدة

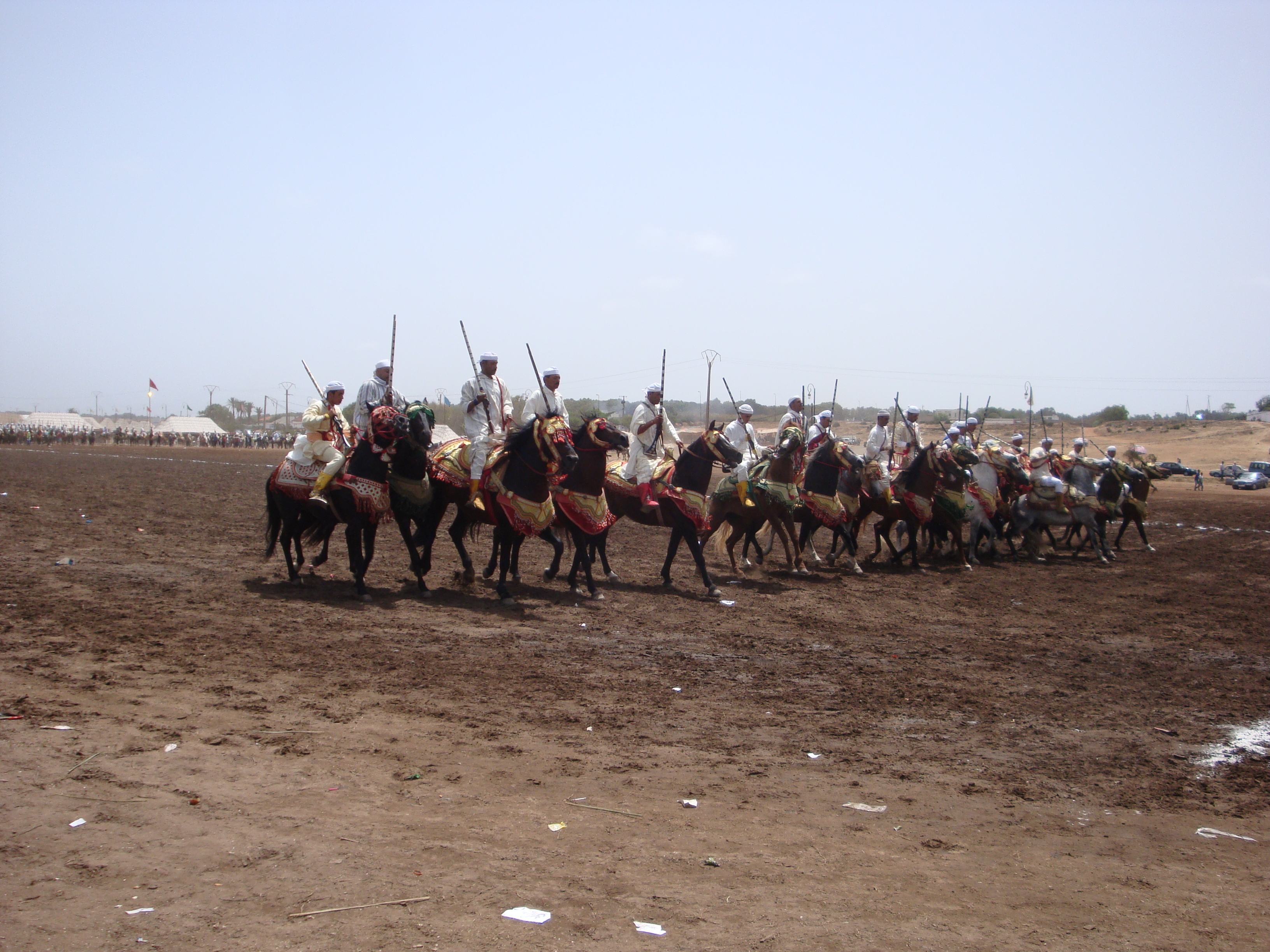
التبوريدة

وتعرف أيضا بأسماء أخرى ومنها الفروسية أو الفانتازيا... هي رياضة تقليدية ذات أصول حربية واحتفالية شعبية عريقة، خاصة عندما تمتزج سرعة السربات وقوة ضرب البارود بالبنادق في المحرك والتي تحيل إلى مواقفها البطولية التاريخية، وتخضع ممارستها لعدة قواعد صارمة ودقيقة كبيرة، سواء أثناء الاستعداد التي تتطلب ترويض الفارس لفرسه باستمرار والعناية به، والحرص على لياقته حتى يتمكن من القدرة على المنافسة، و«احترام الفرس عند امتطائه حيث يجب أن يكون الفارس على طهارة ويتجنب القيام بالمحرمات فوق صهوته مثل التدخين مثلا، والتدريب مع باقي فرسان السربة تحت قيادة العلام، أما عند بداية  الوصول للمحرك فـ» يتم تبادل التحايا [الهدة] بين الفرسان ثم يطلبون التسليم (لرجال البلاد) أي شرفاء وأضرحة المكان، وتصطف جميع السربات الواحدة وراء الأخرى، إلا أن ما يميز الخرجة الأولى هو أن الفرسان لا يطلقون فيها البارود ولا يصلون إلى نهاية المحرك تكون للاستعداد فقط، أما عند دخول المحرك لتقديم العروض يحرص العلام على أن تركض الخيول في صف متراص ويضرب الفرسان البارود ببنادقهم طلقة واحدة لترسم بذلك لوحة فنية، تتحرك معها جنبات المحرك بهتافات الحضور وزغاريد النساء، وتكسر معها قلل الماء، ويردد الجميع عبارات مثل «الله يعطيكم الصحة»، وللحفاظ على التبوريدة قدمت وزارة الثقافة والاتصال ملف ترشيحها للتسجيل في القائمة التمثيلية للتراث الثقافي غير المادي لدى منظمة اليونيسكو.

### ماطا
هي رياضة تقليدية مغربية تدخل ضمن أنواع الفروسية تنتشر خاصة في نواحي العرائش بشمال المملكة، تبدأ منافساتها باستعراض للفرسان، ثم يبدأ الفريق الذي يملك العروس بتبادل العروس فيما بينهم وحماية العروس من فرسان الفريق المنافس، في حين الفريق الآخر يقترب للمنافسة على أخذ العروس، تضع كل سربة على رأس كل ممر أو مسلك خارج حقل التنافس فارسا أو فارسين مستعدين لقطع الطريق عن أي محاولة للفرار بالعروس من القرية وتستمر لعبة الكر والفر على مساحة شاسعة لا يمكن حدها بمجال النظر، وحالما ينجح أحدهم في فك الطوق والفرار بالعروس إلى قريته، يتم إعلانه فائزا، ويصبح فارس السنة. وينظم سنويا مهرجان للتعريف بهذه الرياضة التقليدية داخل وخارج الوطن، والذي رفع سنة 2019 شعار: ماطا تراث حضاري ورافعة أساسية للتنمية الاقتصادية.

### سباق الهجن
من الرياضات التي يمارسها سكان المناطق الصحراوية وترتبط بتربية الإبل، تقوم هذه الرياضة على التسابق بالإبل في مضمار رملي، حيث تركض الإبل بسرعة كبيرة والمتسابقون فوق أسنامها يحثونها بالصراخ لزيادة سرعتها. وتعرف هذه الرياضة باسم آخر في الصحراء هو لز لبل، وللتشجيع على هذه الرياضة والحفاظ عليها تقام لها عدة مسابقات في الصحراء كما تحضر في المهرجانات الكبرى مثل موسم طنطان.

### الثود
لعبة شعبية تمارس على ظهور الإبل، بحيث يمتطي كل لاعب جمله ويشرع في تقاذف الكرة مع باقي اللاعبين المتبارين.

### الصيد بالصقور

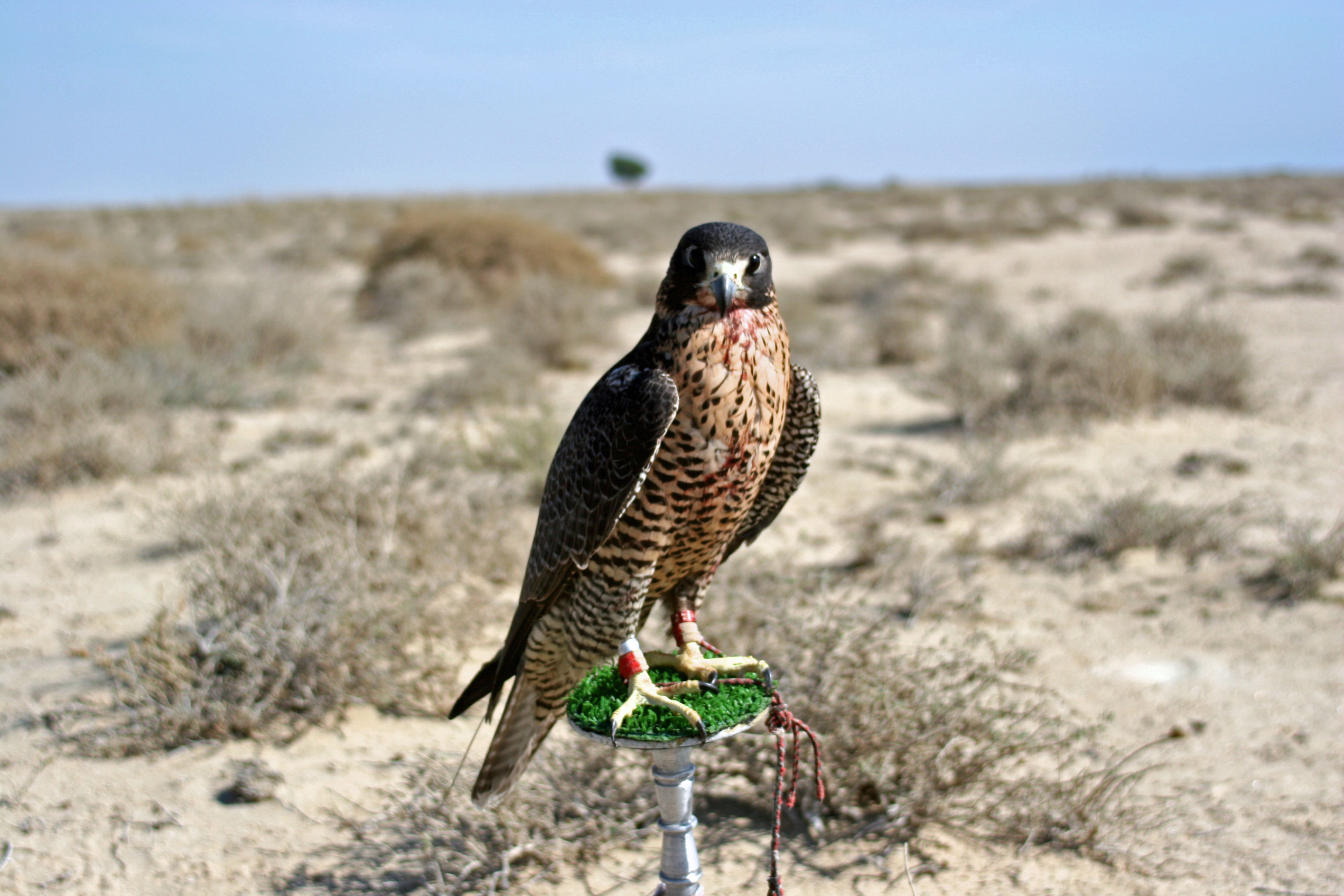
الصيد بالصقور

أو الصقارة، أو البيازة، أو الصيد بالطير الحر، وغيرها من الأسماء التي تدل على رياضة الصيد بالصقور في المغرب، وهي تعتبر من أهم الرياضات الشعبية المغربية، وتنتشر في عدد من المناطق المغربية لعل أهمها مناطق القواسم بدكالة، كما تنتشر في دول أخرى عربية، وآسيوية، وحتى أوربية، وهو ما جعلها تسجل بملف مشترك في القائمة التمثيلية للتراث الثقافي غير المادي لليونيسكو، وتقوم هذه الرياضة التقليدية على تربية الصقور وتدريبها على التقاط الطريدة في محيطها الطبيعي، التي يبدأ تدريبها أولا على التعود على صوت صاحبها، ثم الجلوس على القفاز وأخذ الطعام من يده، ليتم بعدها إطلاق الصقر للتحليق لبضعة أمتار يتدرب فيها على التقاط الطرائد وهو مربوط بخيط رفيع مع قفاز صاحبه، يتم تكرار العملية إلى أن يتم توطيد العلاقة بين الصقر وصاحبه، عندئذ يتم إطلاق الصقر بحرية كاملة في الأجواء دون خوف.
وكغيرها من الرياضات الشعبية المغربية ترتبط رياضة الصيد بالصقور بشبكة من الطقوس والعادات والمعتقدات منها أن يكون الصقار على طهارة عند حمله لصقره، وملازمته له يوميا حوالي نصف ساعة في الليل لتوطيد العلاقة فيما بينهما، أما في الصباح الباكر فيتم إطلاق الصقر في الجو أولا قبل إعطائه الأكل.

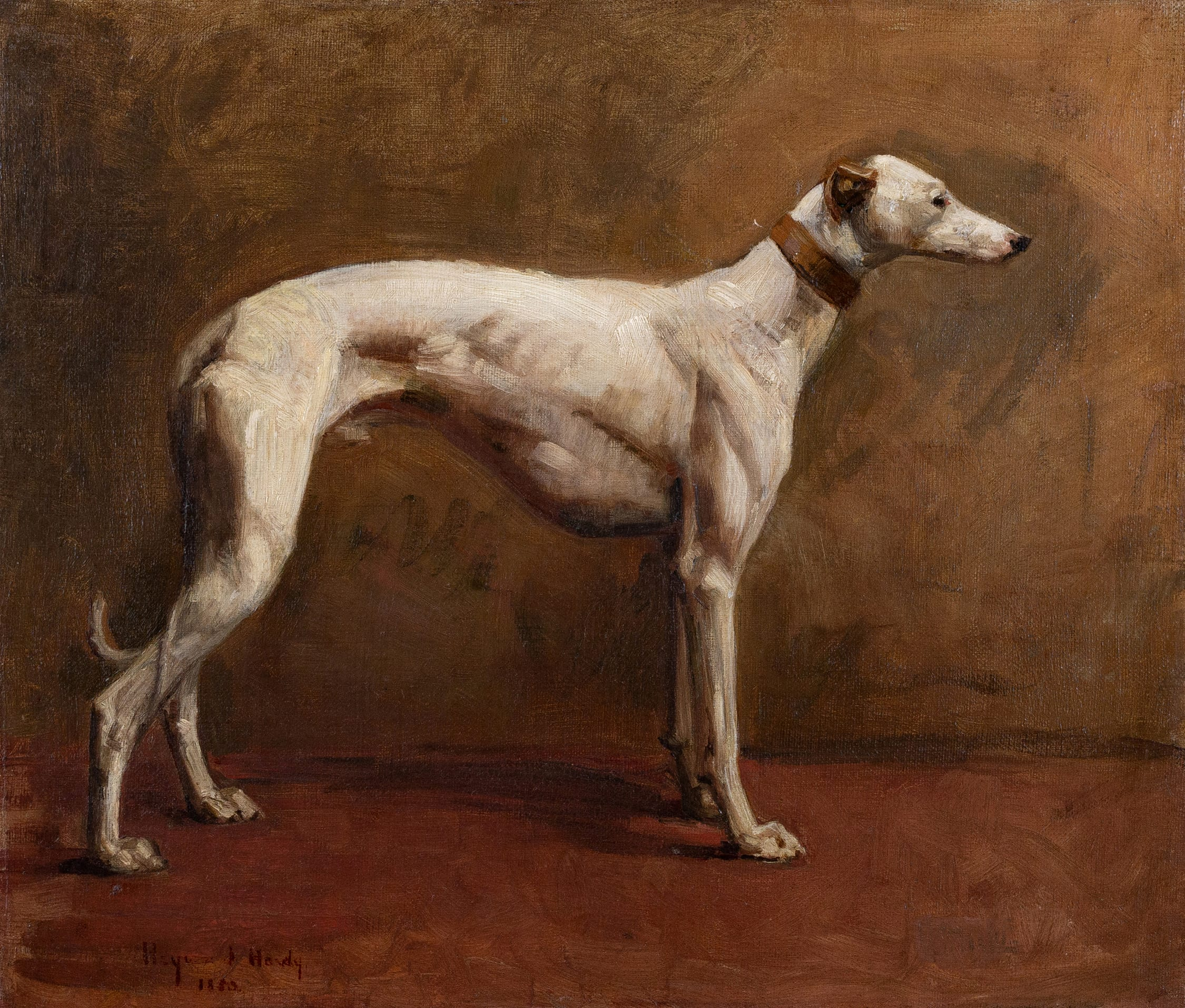
الصيد بالسلوقي

### الصيد بالسلوقي
كانت تربية كلاب السلوقي في المغرب شأنه شأن أغلب المناطق العربية في الماضي وسيلة من الوسائل التي لجأ إليها الإنسان للعثور على الغذاء خاصة الطرائد من الأرانب، ومع التحولات الاجتماعية والاقتصادية تراجعت هذه الوظيفة الأصلية ليصبح الصيد بالسلوقي اليوم من رياضات الشعبية التي تعرف بها مجموعة من المناطق المغربية، يمارسها الشباب كما الشيوخ للترفيه والترويح عن النفس، وهي تقوم على تربية كلاب السلوقي وتدريبها تدريبا كبيرا ومستمرا، والعناية بها وفق برنامج مضبوط وصارم حتى لا تفقد سرعتها ولياقتها وقدراتها على الصيد والمطاردة.
وقد تم اختيار كلب السلوقي دون الأنواع الأخرى من الكلاب لتوفره على عدد من الميزات منها؛ الرشاقة والسرعة، والقدرة على التحمل، إضافة إلى أنه لطيف مع مربيه ويلبي رغباته في ميدان القنص باحثا عن الطريدة بكيفية ذكية ويأتي بها في فمه ، سليمة دون أن يأكلها أو يأكل بعض منها حتى ولو كاد يموت جوعا. وتكون عملية الصيد بإطلاق كلاب السلوقي لمطاردة الطريدة وجري أصحابها من ورائها لتتبع مسارها وأخذ الطريدة منها في الحين. وتتسم رياضة الصيد بالسلوقي بسمات تميزها وتطبعها بطابع خاص، والتي تتجلى في خضوعها لمجموعة من العادات والمعتقدات الشعبية، التي تعتبر جزءا هاما في هذه الرياضة الشعبية، لما تلعبه من دور كبير في ضبط والحفاظ على قواعد ممارستها، ومقوما أساسيا لهويتها التي تميزها عن باقي الرياضات الشعبية الأخرى.

### الرماية
تعتبر الرماية من أقدم الرياضات التقليدية المغربية والتي مارستها فئات اجتماعية متعددة عبر تاريخ المغرب حيث كان القضاة والفقهاء في عهد المرينيين يستمتعون بممارسة الرماية في مناسبات معينة مثل الأعياد الدينية حيث كانت توجد بسبتة أماكن للرماية والسباق متعددة، حسبما جاء في اختصار الأخبار، إذ كانت هناك مرام خاصة بكل مجموعة من السكان تربطهم رابطة معينة، فكانت هناك مثلا، مرام خاصة بالقاضي وكبار الفقهاء وغيرهم، خاصة أن الرماية ارتبطت بالجهاد. وقد ارتبطت هذه الرياضة أيضا بالصلاح وبالزوايا حيث أسس الشيخ علي بناصر في مدينة مراكش زاوية الرماية، وهو الذي وضع القواعد الأولى التي حددت واجبات الرماة تجاه شيخهم ووجبات المقدم حيال الرماة.

### خْبِيطْ الشَّارَة
رياضة صحراوية ذات أصول حربية، وهي نوع من الرماية بالبندقية التي تقام خلال الاحتفال بالمناسبات، ويقوم خلالها المتنافسون على إصابة الأهداف بدقة متناهية، خاصة وأن الأهداف تكون صغيرة جدا وتصعب رؤيتها. وذلك لتقوية التركيز والدقة لدى الرماة.

### المكشاح
كانت من الألعاب الرياضية الأكثر انتشارا في المغرب، ولهذا فهي لها أسماء متعددة مثل الشيرا، أو الهوكي نوماد، وغيرها، وكان طلبة المدارس القرآنية في الماضي يمارسونها إلى جانب مجموعة من الألعاب الرياضية الأخرى، ففي فترة الاستراحة مثلا، كان يهرع الطلبة إلى ساحة المسجد للعب الكرة المملوءة بالصوف أو بنبات «الليف» [وهو نوع من الدوم] وذلك بقذفها بأرجلهم، أما الناس العاديون فكانوا «يستعملون العصي أثناء لعبهم، فمن الريف إلى الصحراء، يلعب بعض الأهالي من العرب الكرة مستخدمين عصي طويلة ومعقوفة»، وهذه الرياضة التقليدية تشبه إلى حد كبير رياضة الهوكي، وللحفاظ على هذا الموروث الثقافي المغربي، يقوم مثلا مهرجان الدولي للبدو بمحاميد الغزلان، بإعادة إحياء هذه اللعبة عبر تنظيم عدة مسابقات لها.

### جباد الحبل
تعتبر رياضة «جباد الحبل» من أعرق الرياضات ببلادنا، حيث تمارس في الشواطئ والحدائق خصوصا لذا الفئات الصغرى والمتوسطة، نظرا لما يبديه الفرد والمجموعة من رغبة في الفوز الجماعي ويكتسي ديناميكية جماعية.
-      كل فريق مكون من خمسة لاعبين، كما يجوز إشراك العنصر النسوي في المنافسات، الفريق الذي استطاع أن يجر الفريق الخصم من منطقته واجتذابه منها يعتبر فائزا، كما تعطى فرصة إضافية للفريق الخصم لاستدراك الموقف في معادلة النتيجة؛
-      الأدوات المستعملة عبارة عن حبل سميك بحجم ثلاث سنتمترات؛
-      تعطى انطلاقة التباري بصفارة وتوقف بصفارة الحكم.

### المشاوشة
وثق الفيلم المغربي موسم المشاوشة الذي أخرجه محمد عهد بنسودة سنة 2009، ولعب بطولته الممثلين عبد الله فركوس وهشام بهلول، رياضة المشاوشة، كما كانت من الرياضات الشعبية الحاضرة في المهرجان إفران للرياضات التقليدية، والتي تحاول حاليا وزارة الشباب والرياضة إحياءها والحفاظ عليها كموروث رياضي وطني وهو ما تحاوله أيضا بعض الجمعيات وفعاليات المجتمع المدني. هذه الرياضة هي رياضة قتالية تقليدية مغربية تشبه المصارعة، كانت منتشرة في المدن التقليدية كمراكش، فاس، ومكناس.. ويمارسها خاصة الحرفيون والصناع التقليديون، كان المقاتلون يرتدون جلبان ويحزمون خصرهم بحبل، وهذه الرياضة لها عدة تقنيات لإسقاط الخصم، وتستعمل العصا أيضا في هذه الرياضة لكن استعمالها له قوانين محددة، ولا يسمح باستعمالها إلا لمن وصل درجة عالية من الممارسة، ويكون الهدف ليس الضرب، ولكن إسقاط الخصم باحتكاك العصي.

### لعبة الكورارا
تعتبر هذه اللعبة من اللعب التي كانت منتشرة في المغرب، وتشبه إلى حد ما رياضتي الجيدو والسومو حيث من قواعدها كذلك عدم الضرب أو اللكم، وتعتمد فقط الاشتباك بالأيدي لإسقاط الخصم في الأرض. ويدير المنافسات في التباري حكم يسمى [المقدم]، وتكون له الصلاحية في إقصاء أو إثبات أية مخالفة. إذا تمكن اللاعب [أ] من رفع اللاعب [ب] دون أن يلمس الأرض، تم خرج به خارج الكورارا، تم يدخل بيه ويسقطه أرضا وتحكم في قبضته لمدة خمس ثوان، أو العد من واحد إلى خمسة، يعتبر فائز.

### لعبة أردوخ
من اللعب القتالية التي تنتشر في المناطق الصحراوية، وتشبه هذه الرياضة أيضا رياضة المصارعة، وتعتمد في ممارستها الخفة والقوة العضلية. تبدأ اللعبة بمحاولة اللاعب شد خصمه إليه وإدخال رأسه تحت إبطه وإحكام الساق بالساق من أجل تثبيته وبالتالي إسقاطه وعند نجاح اللاعب في إسقاط الخصم تسجل نقطة على الخصم. وتعتمد هذه اللعبة على القوة والرشاقة والتحكم في الخصم وعلى اللاعب أن يكون فنانا في الدفاع والهجوم وعادة لا يغامر في اللعب إلا المتخصصين ، أي المصارعين الأقوياء.

### اولاد حماد أو موسى
هي رياضة تقليدية مغربية تعتمد على حركات بهلوانية فردية أو جماعية، يمارسها أصحابها في المواسم الدينية والساحات الشعبية كساحة جامع الفنا، كما كانوا يمارسونها عبر جولات في القرى والدواوير، وكان السكان بعد نهاية عروض ولاد حماد أو موسى يجودون عليهم بمبالغ من المال أو منحهم قطع من السكر، أو القليل من الشاي أو الحبوب، وقد ارتبط ظهور هذه الرياضة بالولي الصالح سيدي أحمد بن موسى الجزولي السملالي الذي كان يمارس ألعابا بهلوانية وورثت ذريته ممارسة البهلوانية كحرفة، ولا زالوا كذلك إلى اليوم.

## الرياضات التقليدية المغربية والصلاح
ارتبط الصلحاء بعدة كرامات تنقض المألوف والعادة، ومنها كرامات رياضية مثل المشي مسافات طويلة، أو الطيران في الهواء، أو المشي فوق الماء مثل ما فعله أبو حفص عمر بن أبي يعقوب تصولي بن وابوسكط عندما تبعه مجموعة من اللصوص وعند وصوله وادي أم الربيع، فمشى على الماء إلى أن عبر العدوة الأخرى"، وهناك من الأولياء والصلحاء من كان رياضيا مثل سيدي أحمد بن موسى الجزولي السملالي، ومولاي بوشتى الذي [كان] يعتبره أهالي فاس سيد كل المزاولين للرياضة وخصوصا الفرسان والرماة، [...] وتنظم حول [مراكزه] الدينية تداريب الرماية، حيث يتوفر بعض الأهالي في هذا الإطار، على مهارة مذهلة؛ وعلى سبيل المثال فإن إصابة طائر في الهواء ليست بالأمر النادر، كما أن تداريب ركوب الخيل تثير حماس سكان السهول، ويجب الاعتراف بأن النتائج المحصل عليها من طرف أتباع مولاي بوشتى، تبين عن خفة حركاتهم وشجاعتهم، فهؤلاء الفرسان يقفون فوق السرج أثناء ركض الحصان ويهاجمون ببنادقهم أو يلاحقون عدوا وهميا، كما أسس الشيخ علي بناصر في مدينة مراكش زاوية الرماية.
وقد ذكر عالم الاجتماع الفرنسي إدموند دوتي أن وليات صالحات كن بدورهن مولعات بالألعاب الرياضية ويمارسنها مثل امرأة تسمى لالة تركية تركب الخيل وتحرث الأرض تلقب بلقب ذكوري «بن طريق» وتلبس لباس الرجال، وذكر أيضا ولية أخرى تسمى الضاوية متفوقة في جميع التداريب الرياضية ويبدو أنها تأتي كل سنة لتُحَضر الطعام لسيدي رباح (عمي موسى) حيث تكون متحمسة أكثر للمشاركة في حفلات التبوريدة، كما لم تخلو الاحتفالات الدينية في الزوايا والأضرحة من الألعاب والرياضات التقليدية كالاحتفالات بيوم عيد المولد النبوي في ضريح سيدي سني بقبيلة سلاس الذي كان يبدأ العرض بألعاب الفروسية، حيث يقوم حوالي مائة من الفرسان بمعارك وهمية، يكرون فيها ويفرون ويطلقون عيارات نارية، ومازالت الرياضات التقليدية مستمرة في مواسم الأولياء والزوايا إلى يومنا هذا حيث تحضر التبوريدة، والصيد بالصقور في عدة مواسم مثل موسم مثل مولاي عبد الله أمغار.

## الرياضات التقليدية المغربية والطقوس الاحتفالية
كانت الألعاب الرياضية التقليدية المغربية تقام في عدة مناسبات منها الأعياد الدينية مثل عيد الفطر، وعيد الأضحى، وعيد المولد النبوي، وفي مواسم الزوايا والأولياء، وأيضا في حفلات الزواج، والختان، وغيرها من المناسبات، مما ساعد هذه الرياضات التقليدية على توسيع قاعدتها الجماهيرية لتشمل جميع فئات المجتمع المغربي رجالا ونساء، كبارا وصغار، فالكل كان ومازال شغوفا بمشاهدة عروضها، وهو ما وصفه أوجست مولييراس في كتاب المغرب المجهول خلال القرن 19 م، في الريف المغربي مثلا عند بني سعيد وتمسمان وقلعية تقام الوعدة، أو حفلات الزواج، سهرات ليلية، متبوعة بألعاب شبيهة بالفانتازيا، لكنها تتم بدون جياد، فبعد عشاء [...]، يختار النساء والأطفال والرجال والشيوخ مكانا ملائما خارج القرية، هو عبارة عن حقل للمناورة، يسمح للمتعاركين بالتحرك كما يشاؤون. وسيجلس النساء والأطفال وعازفو الناي وقارعوا الطبلة، قرفصاء على خطين متوازيين، ووسط هذين الصفين ستوقد نار تضيء المشهد، وتبدأ النساء، الشابات والعجوزات، بإنشاد أشعار أمازيغية ترتجل في غالب الأحيان لهذه المناسبة، وتجيبها نغمات الناي وأصوات الطبول بضجيج يوقظ الميت من قبره كما يقال، وفجأة تتوقف الموسيقى ويرتجل الموسيقيون بدورهم أشعارا، وعندما ينتهون من آخر بيت، يستأنفون من جديد النفخ في قصباتهم والضرب بقوة على الطبول المصنوعة من جلد الحمير، وعند الفجر يوزع "المسمن" و"الثريد"، وبعد هذه الوجبة الخفيفة يتهيأ المحاربون لمعركة وهمية"، وحماس الجماهير وتشجيعاتهم واحتفاليتهم مازالت مستمرة إلى يومنا هذا، بالموسيقى الشعبية وزغاريد النساء، أما احتفالية الرياضيين الشعبيين فتظهر من خلال لباسهم الذي يتميز بكونه أكثر أناقة وجمال، ولوازمهم الرياضية التي هي بحق تحف فنية أكثر ما هي لوازم رياضية.
وتستمر الاحتفالية عند الإعلان عن فوز البطل الرياضي وتوشيحه، ولهذا كان في مسابقات الرماية في قبيلة بني خالد بالريف يتم تتويج الفائز بارتداء جلابة سوداء، كدليل على إحرازه على الجائزة الأولى في الرماية، ويتقدم وسط موكب متجه نحو ضريح، محفوفا بالأصدقاء وتسبقه أنغام المزامير والطبول، ويتحرك موكب الرجال صفا واحدا مثل العساكر، برؤوس مرتفعة وبنادق فوق الأكتاف، ولكل قرية فرقتها من الرماة، يترأسها «مقدم»، يشرف على تداريب أعضائها وتعليمهم فنون الحرب. ويرتدي «المقدم» أيضا، جلابة سوداء مزينة بخصلات بيضاء من الحرير، ويميز هذا اللباس كل الرماة المهرة بمنطقة جبالة.
وحتى في حالة الهزيمة تكون هناك طقوس خاصة، ففي لعبة ماطا مثلا كما يحكي بعض الشيوخ أن خسارة فارس القرية للمنافسة، وضياع العروس منه، يعد خسارة فادحة ووصمة عار كبيرة على جبين القرية بكاملها، وإذا رغبت القرية في استرجاع عروسها، فينبغي أن تنتدب وفدا من أعيانها ووجهائها، يتوجه إلى القرية الظافرة، مصحوبا بفدية من المؤونة من زيت ودقيق وسكر، إضافة إلى ذبيحة، يجتمع أعيان القريتين حول مائدة الطعام، وتقرأ الفاتحة، وترد العروس إلى قريتها الأصلية.

## حماية الرياضات التقليدية المغربية من خطر الاندثار
نظرا لتعدد الأسباب التي تهدد الرياضات التقليدية المغربية بالاندثار والتي من أهمها انتشار مظاهر التحديث داخل المجتمع وكثرة الانشغالات اليومية للإنسان المغربي، وارتفاع تكاليف ممارسة بعض الرياضات التقليدية، وغيرها من الأسباب، يقوم المغرب بعدة مجهودات في سبيل الحفاظ على رياضاته التقليدية من الاندثار والزوال، وفي هذا الإطار قام المغرب بتسجيل رياضة الصيد بالصقور في ملف مشترك مع عدة دول أخرى في القائمة التمثيلية للتراث الثقافي غير المادي لليونسكو، كما التقدم بملف آخر لتسجيل رياضة التبوريدة، وتقوم وزارة والشباب والرياضة بعدة مجهودات مع شركاء متعددين لجرد مختلف الرياضات التقليدية والتعريف بها، إضافة إلى تنظيم عدة تظاهرات محلية وإقليمية ووطنية ودولية للتشجيع على ممارستها كتنظيم المهرجان العربي للألعاب والرياضات التقليدية والذي جرت دورته الثالثة في مدينة إفران سنة 2014، إضافة إلى تأسيس عدة جامعات ملكية للرياضات التقليدية كالجامعة الملكية المغربية للصيد بالسلوقي والصقر، كما تعمل عدة فعاليات من المجتمع المدني على حمايات الرياضات التقليدية بتنظيم ممارسيها وتأطيرهم، وتنظيم مسابقات للتباري فيها وذلك لزيادة شعبيتها وتوسيع من عدد ممارسيها. وإلى جانب هذه المجهودات فهناك عدة مواسم دينية ومهرجانات تشجع في الحفاظ على هذا الموروث الرياضي المغربي.